# Mesut Yılmaz
Ahmet Mesut Yılmaz (6. listopadu 1947 Istanbul – 30. října 2020 Istanbul) byl turecký politik, premiér Turecka ve třech obdobích (1991, 1996, 1997–1999). Byl též místopředsedou vlády (2000–2002), ministrem zahraničních věcí (1987–1990), ministrem kultury (1986–1987) a ministrem informací (1983–1986, 1999–2002). V letech 1991–2002 vedl středopravicovou Stranu vlasti (Anavatan Partisi), jejímž byl spoluzakladatelem. Yılmaz ji učinil přátelštější k podnikání a orientovanou na Evropu, což způsobilo, že konzervativnější, náboženské křídlo přešlo ke Straně blahobytu (Refah Partisi) Necmettina Erbakana. Jeho druhé premiérské období bylo poznamenáno skandálem Susurluk, v němž vyšly na povrch úzké vztahy mezi tureckou vládou, ultranacionalistickou polovojenskou organizací Šedí vlci a tureckou mafií. Obvinění ze spolupráce s mafií poznamenalo i jeho třetí mandát (skandál Turkbank). V roce 1998 rovněž vyvolal rozruch v arabském světě, když vyhrožoval, že „vypíchne oči“ Sýrii kvůli podpoře  separatistické Kurdské straně pracujících ze strany Háfize al-Asada. V roce 2002 odešel z politiky a věnoval se učitelskému povolání. Vrátil se roku 2007, když byl znovu zvolen poslancem parlamentu, jako nezávislý poslanec, ale výraznější roli v turecké politice již nesehrál. Přihlásil se k fanouškovství klubu Galatasaray, což vyvolalo u fanoušků jiných klubů, zejména Fenerbahce, nevoli.